# Draadsporig stengeltongetje
Het draadsporig stengeltongetje (Acrospermum compressum) is een schimmel behorend tot de familie Acrospermaceae. het komt voor in ruigtevegetatie en vuilnisbelten en leeft graag op vochtige stengels van de brandnetel (Urtica).

## Kenmerken
Vruchtlichamen zijn 1 tot 4 mm hoog, 0,5 tot 0,7 mm dik, min of meer clavaat, enigszins afgeplat aan de zijkanten, verdeeld in een onduidelijke kop en steel. De kleur is grijszwart, donker zwartbruin. Het oppervlak is fijn ongelijkmatig. De binnenkant is grijswit en deels hol.
De asci zijn 8-sporig, nauw cilindrisch tot draadvormig, 400-450 × 3-4 µm. De ascosporen zijn hyaliene, bijna even lang als de asci en 0,5 µm breed. Pseudoparafysen zijn niet aanwezig.

## Verspreiding
In Nederland komt het draadsporig stengeltongetje vrij algemeen voor.